# Карраччи, Агостино
Агостино Карраччи (итал. Agostino Carracci; 16 августа 1557, Болонья — 22 марта 1602, Парма) — итальянский живописец, рисовальщик и гравёр, мастер офорта, старший брат живописца Аннибале Карраччи и двоюродный брат Лодовико Карраччи, дядя Франческо Карраччи. Братья имели общую мастерскую и их совместная деятельность имела решающее значение для формирования болонской школы, оплота академического искусства в Италии XVI века.

## Биография
Агостино был сыном Антонио, портного из Кремоны (Ломбардия), который переехал в Болонью со своим братом Винченцо, мясником по профессии, отцом Лодовико Карраччи. Агостино собирался стать ювелиром, но поддался уговорам своего двоюродного брата Лодовико и стал живописцем. Он обучался в болонской среде позднего маньеризма, сначала посещая мастерскую ювелира, чтобы научиться искусству гравирования, затем мастерские живописцев Просперо Фонтаны, Бартоломео Пассаротти и, наконец, студию архитектора и гравёра Доменико Тибальди.
Агостино очень рано начал самостоятельную деятельность в качестве гравёра, копируя картины болонских мастеров того времени, таких как Лоренцо Саббатини, Орацио Самаккини и Дениса Кальверта. Вероятно, в 1574 году он выполнил свою первую гравюру в технике офорта.
Он путешествовал по Ломбардии. В 1581 году он, вероятно, ненадолго был в Риме, в 1582 году — в Венеции. В 1583 году он был в Милане, а затем в Кремоне. В 1583—1584 годах снова работал в Болонье, где вместе с Лодовико и Аннибале трудился над фресками в Палаццо Фава. Вероятно, в 1586—1587 годах был в Парме в 1588—1589 годах снова в Венеции, где родился его сын Антонио. С 1589 по 1594 год Агостино Карраччи оставался в Болонье.
Обладая эрудицией и начитанностью, Агостино читал в организованной братьями Карраччи Болонской Академии лекции по истории и теории искусства. Из трёх братьев Агостино интеллектуалом группы; он увлекался музыкой, писал сонеты, в том числе об искусстве, вероятно, он был членом болонской литературной академии Джелати (Accademia letteraria dei Gelati), ассоциации писателей, поэтов и ученых. Даже в Риме вполне вероятно, что у него были контакты с культурной элитой, кружком кардинала Чинцио Пассери Альдобрандини.
Особенно актуальной была его деятельность в области репродукционной гравюры, которую он осуществлял в Венеции. Здесь он вступил в творческое сотрудничество с Паоло Веронезе, официальным гравёром которого он стал, и с Тинторетто, высоко ценившим его графические способности. Согласно источникам, эти чувства Тинторетто к Агостино были вызваны восхищением, вызванным у первого гравюрой с картины «Распятие» в Скуоле Гранде ди Сан-Рокко, беспримерным шедевром Тинторетто, которая стала одной из самых известных графических работ Агостино Карраччи. Партнёрство с Тинторетто было настолько прочным, что великий художник стал крёстным отцом Антонио Карраччи, сына Агостино, родившегося в Венеции.
Агостино Карраччи был, вероятно, лучшим итальянским гравёром своего времени. Подражая Корнелису Корту в технике штрихового офорта, он достиг высот в мастерстве гравирования. Наиболее известные из его гравюр: «Распятие» (Тинторетто, 1589), «Эней и Анхис» (по оригиналу Федерико Бароччи, 1595), «Мадонна с Младенцем» (с картины Корреджо), «Искушение Святого Антония», «Святой Иероним» (по Тинторетто), а также некоторые гравюры с собственных работ.
Агостино Карраччи получил в своё время скандальную известность благодаря гравюрам эротического содержания, проиллюстрировав так называемые «Позы» (итал. I Modi), сочинение поэта Пьетро Аретино. Среди дальнейших инициатив Агостино Карраччи в этом жанре, является создание, предположительно между 1590 и 1595 годами, некоторых эротических гравюр, известных как «Сладострастия» (итал. Lascivie): неясно, являются ли они единичной серией или, скорее, отдельными гравюрами. Гравюры относятся к мифологическим или библейским сюжетам и не имеют откровенно непристойного характера, но всё же вызвали гнев папы Климента VIII.
Между 1590 и 1592 годами Агостино вместе с братьями принял участие в создании фресок в Палаццо Маньяни в Болонье, изображающих Истории основания Рима. В 1598 году Агостино присоединился к Аннибале в Риме, чтобы сотрудничать в росписях Палаццо Фарнезе. Агостино Карраччи выполнил две композиции: «Триумф моря» и панно с Авророй и Кефалом — и, возможно, сыграл важную роль в замысле сложной и утончённой аллегорической темы этого непростого произведения искусства.
Его римский опыт закончился довольно резко из-за ссоры с братом, причины которой до сих пор не совсем ясны. В 1600 году герцог Рануччо I Фарнезе вызвал Агостино Карраччи в Парму, где он начал украшение свода «Зала любви» в Палаццо дель Джардино («Садовый дворец») мифологическими фресками с аллегорическим смыслом (остались незавершёнными из-за смерти художника).
Последние недели своей жизни он провёл в монастыре капуцинов в Парме, где, по свидетельству Дж. П. Беллори, он должен был написать картину с изображением кающегося святого Петра, произведение, которое не сохранилось (или не было идентифицировано).
Агостино Карраччи умер 23 февраля 1602 года. Академия, основанная братьями Карраччи, провела в его честь сложный поминальный обряд в церкви Оспедале-делла-Морте в Болонье. Агостино был похоронен в соборе Пармы. Город Болонья, при особом участии художественных, литературных и академических кругов, оплатил торжественные похороны (в январе 1603 г.), редкие в то время для художника, которых, возможно, не видели в Италии после похорон великого Микеланджело.
Агостино Карраччи был примером для таких талантливых художников-академистов болонской школы, как Доменикино и Джованни Ланфранко, которые после его смерти переехали в Рим, чтобы поступить в мастерскую Аннибале Карраччи. Его сын Антонио (ок. 1589—1618) также стал живописцем и возглавил отцовскую мастерскую в Риме.

## Галерея

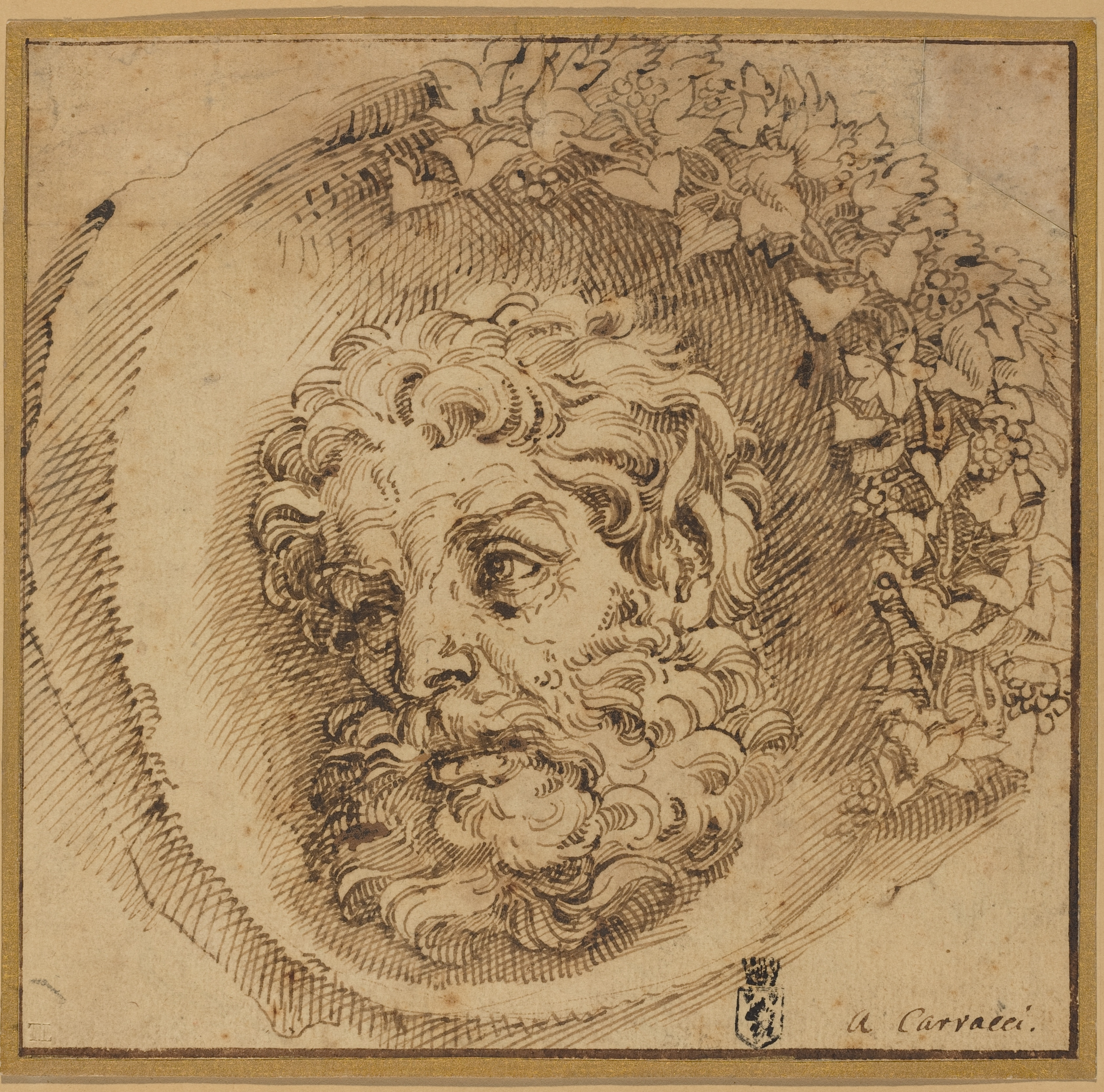
Голова фавна. Ок. 1595. Бумага, перо, коричневые чернила. Национальная галерея искусства, Вашингтон, США
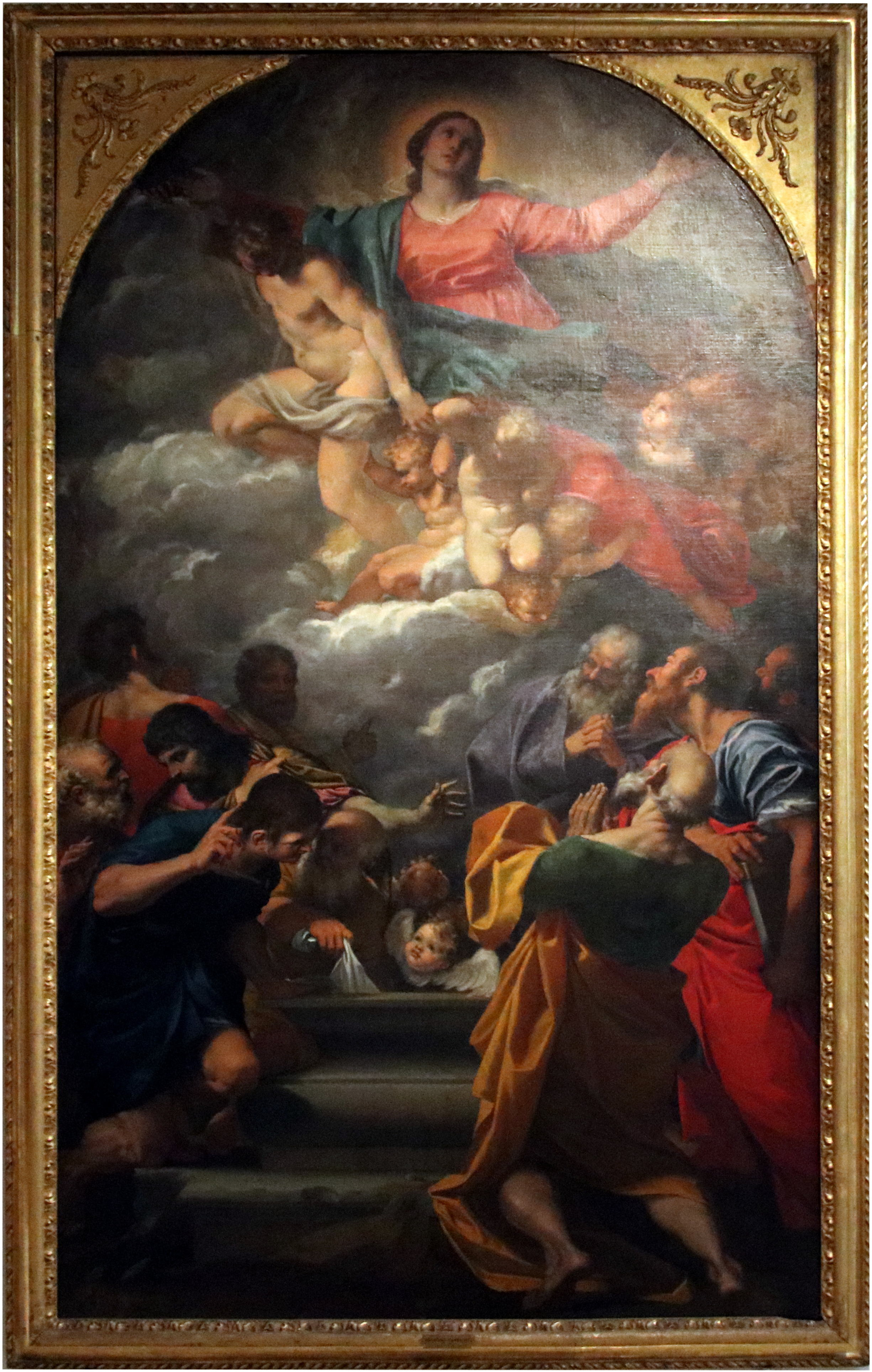
Aссунта (Вознесение Девы). 1592—1593. Холст, масло. Национальная пинакотека, Болонья
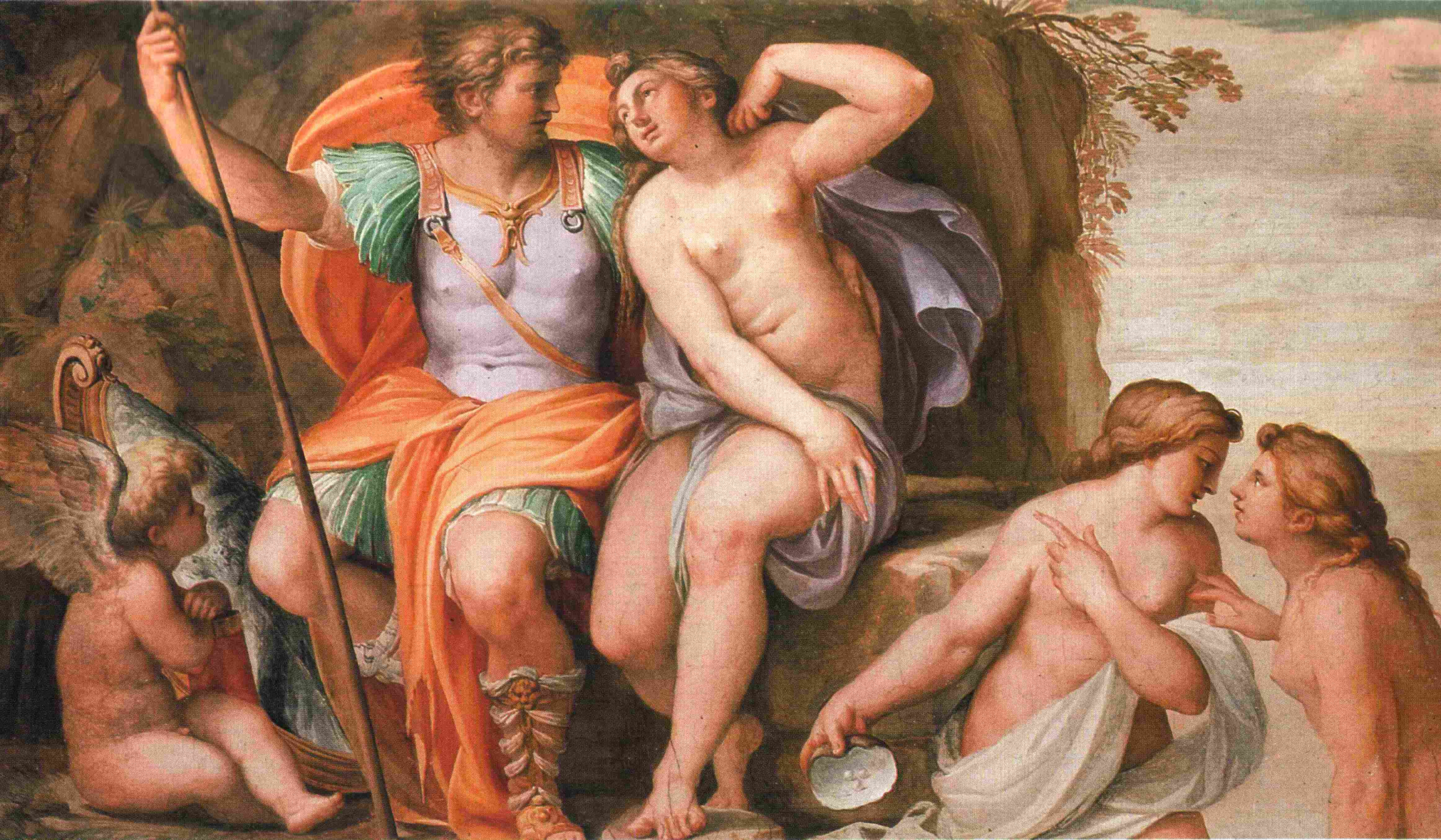
Венера и Марс. 1600. Деталь фрески «Садового дворца» (Palazzo del Giardino) в Парме
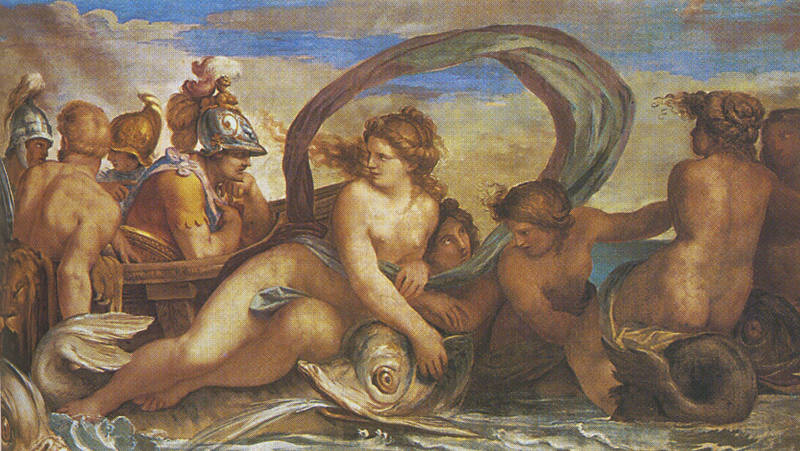
Фетида и Пелей. 1600. Деталь фрески «Садового дворца» (Palazzo del Giardino) в Парме
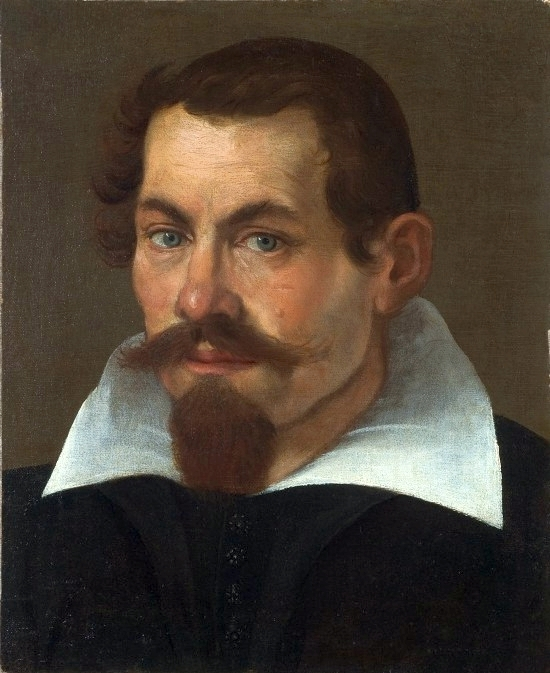
Автопортрет. 1590-е годы. Холст, масло. Королевский дворец Вилянув, Варшава
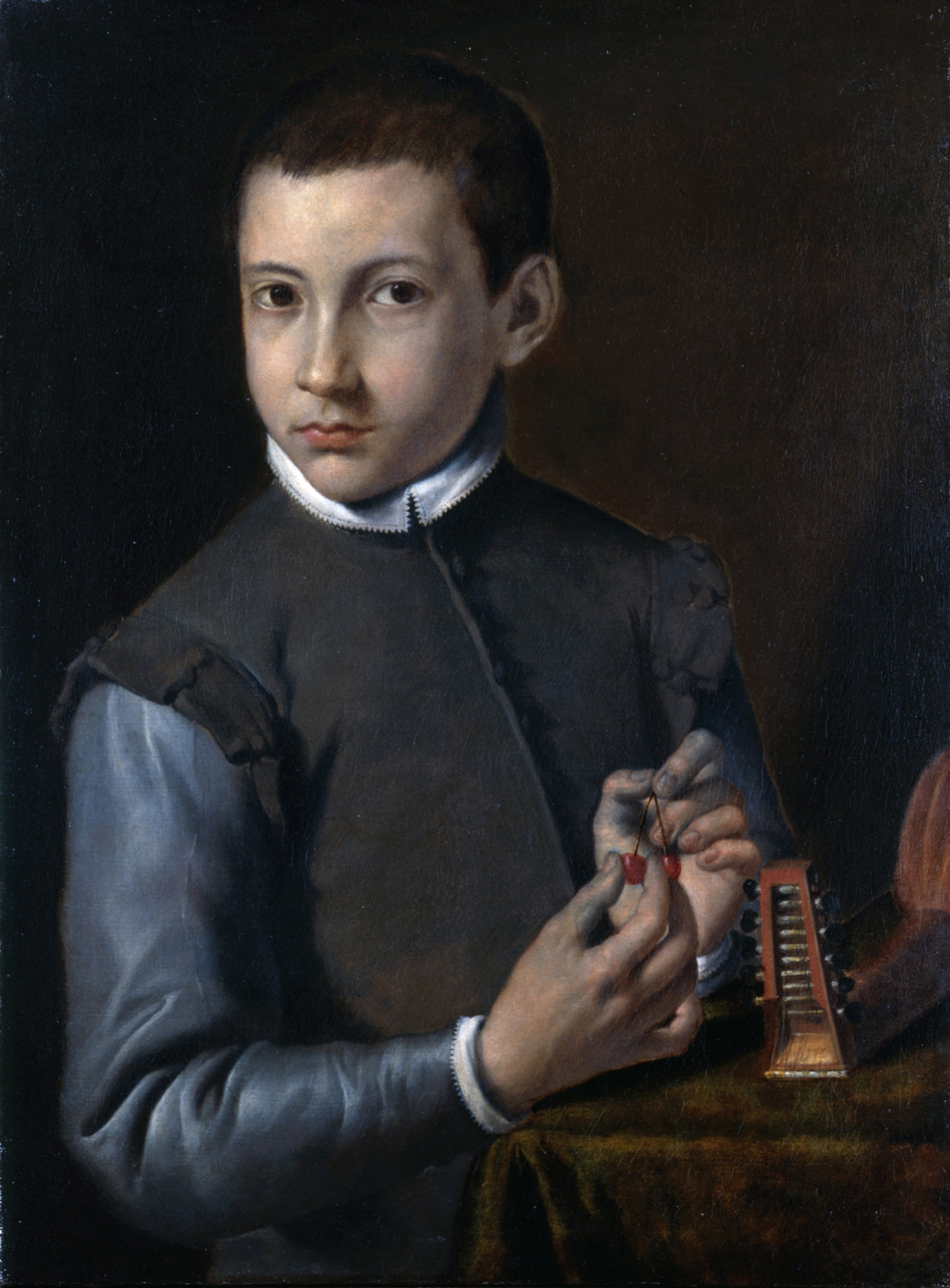
Портрет сына. 1587—1593. Холст, масло. Галерея старых мастеров, Дрезден
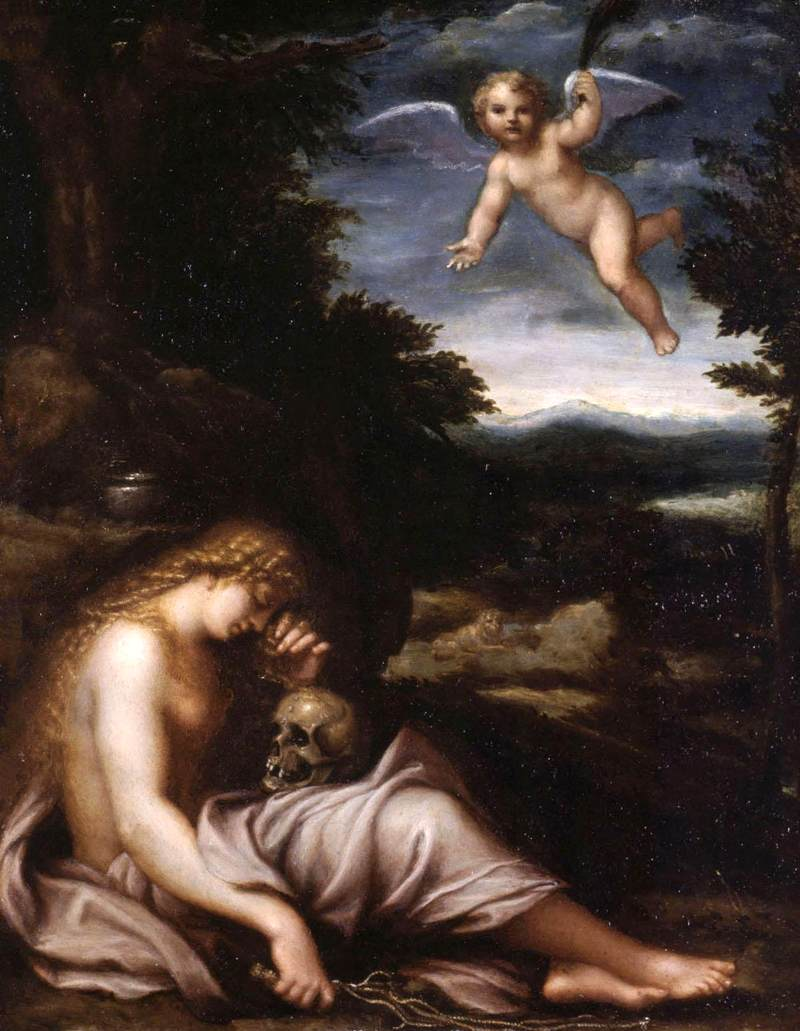
Кающаяся Магдалина. 1580-е гг. Медь, масло. Частное собрание

## Эротические офорты

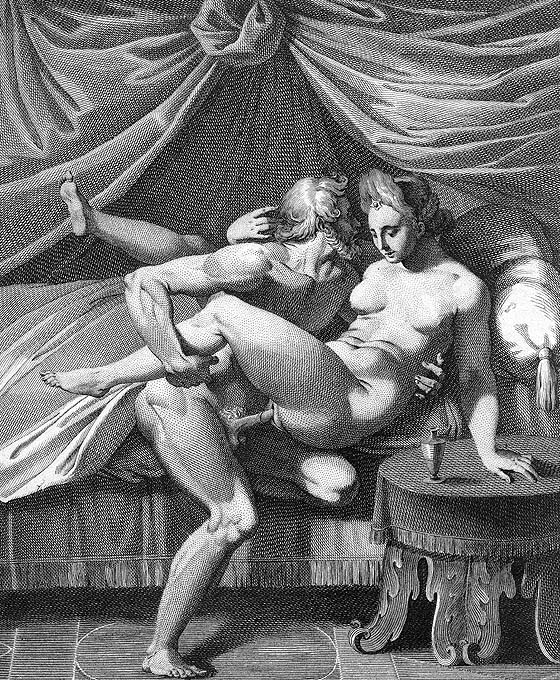
Юпитер и Юнона
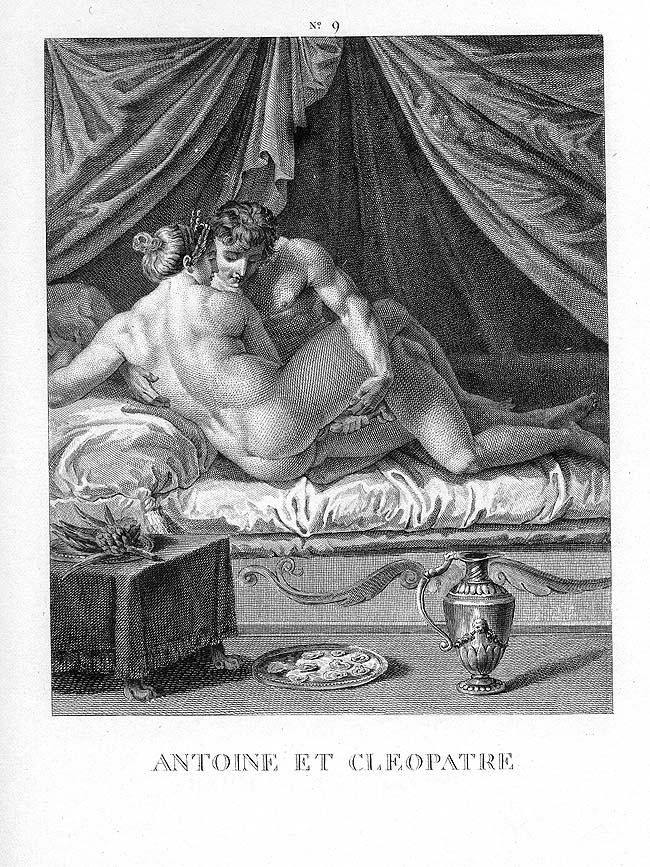
Антоний и Клеопатра
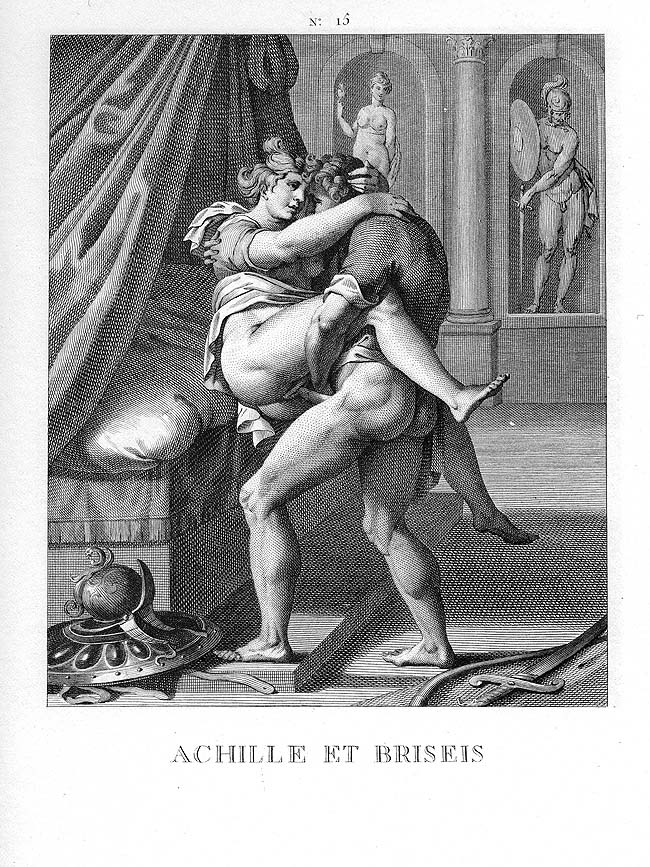
Ахилл и Брисеида
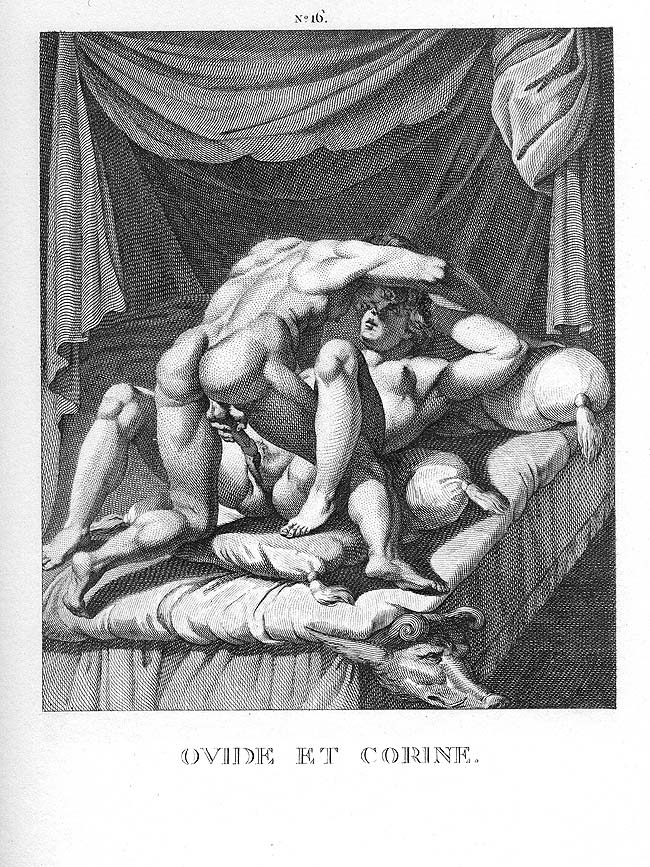
Овидий и Корина
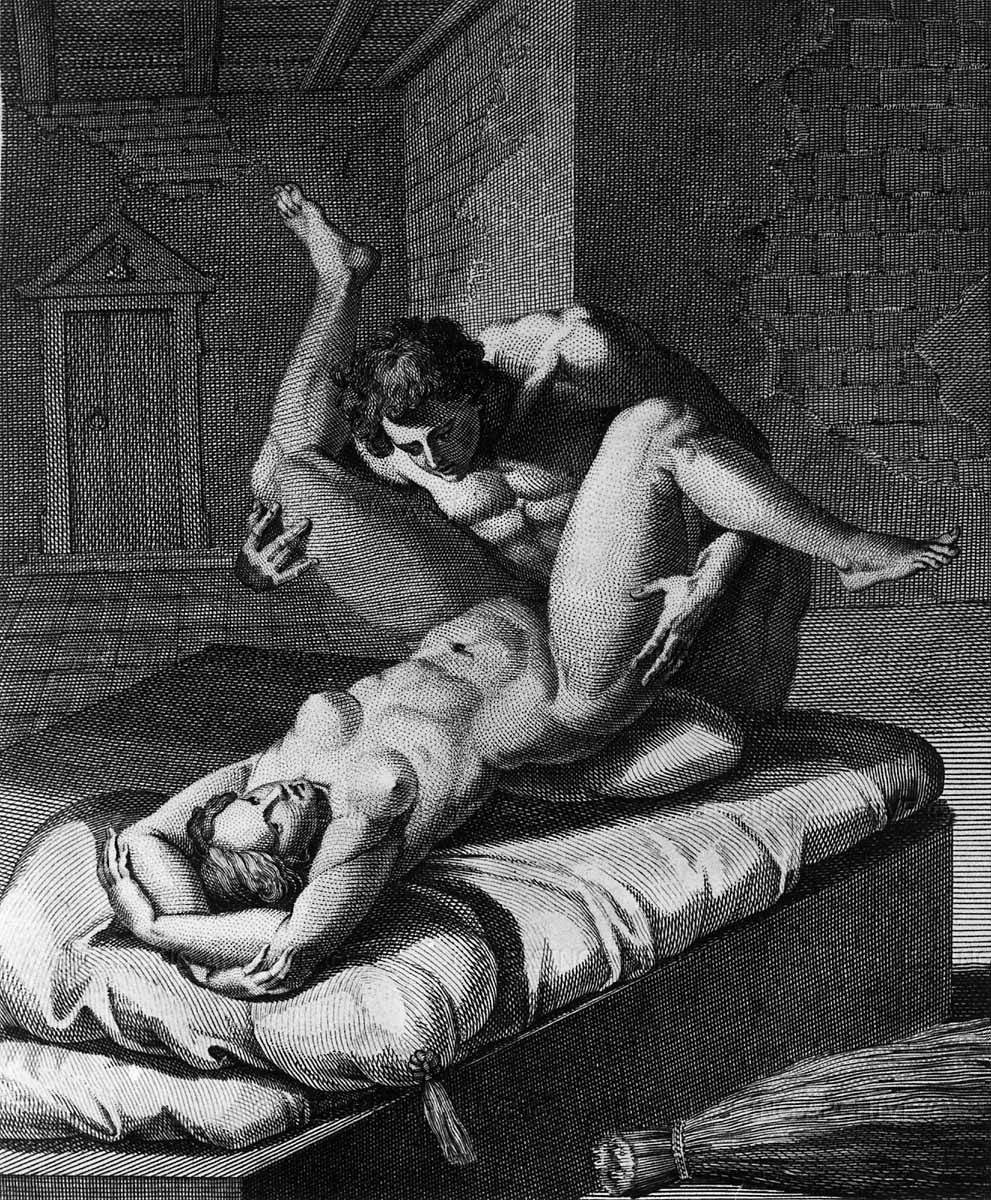
Полиен и Хрисеида
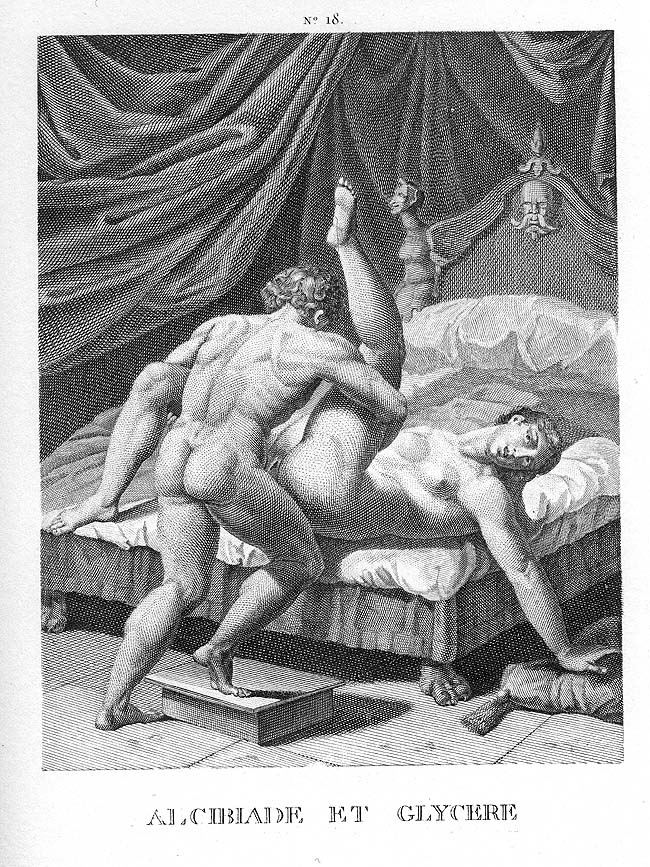
Алкивиад и Гликера